# NGC 3932
NGC 3932 é uma galáxia espiral na direção da constelação de Ursa Major. O objeto foi descoberto pelo astrônomo Heinrich d'Arrest em 1861, usando um telescópio refrator com abertura de 11 polegadas. Devido a sua moderada magnitude aparente (+14,5), é visível apenas com telescópios amadores ou com equipamentos superiores.